# Campeonato Carioca 2022
El Campeonato Carioca de 2022 fue la edición 125.ª del principal campeonato de clubes de fútbol del Estado de Río de Janeiro. El torneo fue organizado por la Federação de Futebol do Estado do Rio de Janeiro (FFERJ) y está entre los torneos más importantes del país. Concedió cuatro cupos a la Copa de Brasil 2023 y dos cupos para el Campeonato Brasileño de Serie D. Comenzó el 25 de enero y finalizó el 2 de abril.
Fluminense se consagró campeón del torneo, tras vencer en las finales a su clásico rival, Flamengo, logrando así su trigésimo segundo título estatal, diez años después de su último conseguido.

## Sistema de disputa

### Criterios de desempate
En caso de empate en puntos, se aplicará el criterio de desempate, sucesivamente:
1. Mayor número de partidos ganados
2. Mayor diferencia de goles
3. Mayor número de goles anotados (goles a favor)
4. Confrontamiento directo
5. Menor número de tarjetas amarillas y rojas, donde cada tarjeta roja se considerará equivalente a tres tarjetas amarillas
6. Sorteo público en la sede de la FFERJ, en día y hora por determinar

### Fase principal
Al igual que el formato del año pasado, la fase principal solo estará formada por la Taça Guanabara.

#### Taça Guanabara
La Taça Guanabara será disputada por los 11 equipos mejor clasificados en el campeonato del año anterior y el campeón de la Serie A2 2021. Con 11 fechas, el equipo que termine en primera posición será el ganador de este trofeo, a su vez que clasificará a la fase final, junto a los equipo ubicados del segundo al cuarto puesto. Los equipos ubicados del quinto al octavo puesto clasificarán a la Taça Rio. El equipo que termine en última posición descenderá a la Serie A2 2022.

#### Torneio Independência
Se disputa a la par de la Taça Guanabara, siendo disputada únicamente por los equipos no considerados grandes (Botafogo, Flamengo, Fluminense y Vasco). Los ocho equipos se ubicarán en un solo grupo, donde solo se validarán los partidos en los cuales se enfrenten entre estos ocho equipos en la Taça Guanabara, exceptuando los duelos ante los 4 grandes. El campeón y subcampeón de este trofeo tendrán la posibilidad de clasificar a la Copa de Brasil del año próximo.

### Fase final

#### Cariocão
Los cuatro primeros clasificados de la Taça Guanabara se enfrentarán en un cruce olímpico (1.º vs 4.º y 2.º vs 3.º), las semifinales del campeonato será en partidos de ida y vuelta, con ventaja de empate (en puntos ganados y diferencia de goles) para los equipos mejores clasificados, así como la elección de la localía (primer o segundo partido). En las finales (entre los ganadores de las semifinales) no habrá ventaja para ningún equipo, pero el equipo mejor clasificado podrá elegir la localía (en el 1.er o 2.° partido) y habrá una tanda de penaltis en caso de empate (puntos y diferencia de goles). Finalmente el ganador de la final será proclamado campeón del Campeonato Carioca de este año.

#### Taça Rio
La Taça Río será disputada únicamente por los equipos clasificados en el 5.º a 8.º lugar de la Taça Guanabara (fase principal) en paralelo a lo disputado en las semifinales y finales por la definición del Campeonato Carioca. Las semifinales se definen en un cruce olímpico (5.º vs 8.º y 6.º vs 7.º), en partidos de ida y vuelta, con ventaja para el mejor clasificado (en puntos ganados y diferencia de goles). En los partidos finales, no habrá ventaja para ninguno de los equipos y también una tanda de penaltis en caso de empate (puntos y diferencia de goles).

## Cobertura televisiva
| Empresa            | Canales |
| ------------------ | ------- |
| RecordTV (abierto) |         |
| FERJ TV (PPV)      |         |

## Equipos participantes

### Ascensos y descensos
| Pos. | Descendido en la temporada 2021 |
| ---- | ------------------------------- |
| 12.º | Macaé                           |
| Pos. | Ascendido de la Serie B1 2021   |
| 1.º  | Audax Rio                       |

### Información de los equipos
| Equipo        | Ciudad         | Estádio             | Capacidad |
| ------------- | -------------- | ------------------- | --------- |
| Audax Rio     | Angra dos Reis | Jair Toscano        | 1500      |
| Bangu         | Río de Janeiro | Moça Bonita         | 9024      |
| Boavista-RJ   | Saquarema      | Eucyr Resende       | 4315      |
| Botafogo      | Río de Janeiro | Nilton Santos       | 44 661    |
| Flamengo      | Río de Janeiro | Maracanã            | 78 838    |
| Fluminense    | Río de Janeiro | Maracanã            | 78 838    |
| Madureira     | Río de Janeiro | Conselheiro Galvão  | 5014      |
| Nova Iguaçu   | Nova Iguaçu    | Laranjão            | 1 810     |
| Portuguesa-RJ | Río de Janeiro | Luso-Brasileiro     | 5044      |
| Resende       | Resende        | Trabalhador         | 4600      |
| Vasco da Gama | Río de Janeiro | São Januário        | 21 880    |
| Volta Redonda | Volta Redonda  | Raulino de Oliveira | 18 230    |

## Taça Guanabara

### Tabla de posiciones
| Pos. | Equipo        | Pts. | PJ | G | E | P | GF | GC | Dif. | Clasificación                                                                |
| ---- | ------------- | ---- | -- | - | - | - | -- | -- | ---- | ---------------------------------------------------------------------------- |
| 1    | Fluminense    | 28   | 11 | 9 | 1 | 1 | 16 | 2  | +14  | Campeón de la Taça Guanabara y clasificado a las semifinales del campeonato. |
| 2    | Flamengo      | 26   | 11 | 8 | 2 | 1 | 27 | 8  | +19  | Clasificado a las semifinales del campeonato.                                |
| 3    | Vasco da Gama | 22   | 11 | 7 | 1 | 3 | 19 | 11 | +8   | Clasificado a las semifinales del campeonato.                                |
| 4    | Botafogo      | 20   | 11 | 6 | 2 | 3 | 24 | 16 | +8   | Clasificado a las semifinales del campeonato.                                |
| 5    | Nova Iguaçu   | 14   | 11 | 4 | 2 | 5 | 11 | 15 | −4   | Clasificado a las semifinales de la Taça Rio.                                |
| 6    | Portuguesa-RJ | 12   | 11 | 3 | 3 | 5 | 11 | 12 | −1   | Clasificado a las semifinales de la Taça Rio.                                |
| 7    | Resende       | 12   | 11 | 3 | 3 | 5 | 11 | 17 | −6   | Clasificado a las semifinales de la Taça Rio.                                |
| 8    | Audax Rio     | 11   | 11 | 3 | 2 | 6 | 9  | 14 | −5   | Clasificado a las semifinales de la Taça Rio.                                |
| 9    | Madureira     | 11   | 11 | 3 | 2 | 6 | 9  | 17 | −8   |                                                                              |
| 10   | Boavista-RJ   | 9    | 11 | 3 | 4 | 4 | 13 | 16 | −3   |                                                                              |
| 11   | Bangu         | 9    | 11 | 2 | 3 | 6 | 5  | 17 | −12  |                                                                              |
| 12   | Volta Redonda | 6    | 11 | 1 | 3 | 7 | 11 | 21 | −10  | Serie A2 2022.                                                               |

 Fuente: Globo Esporte
Notas:
1. ↑  En un principio, se le descontaron 7 puntos por la alineación irregular de un jugador en dos partidos.[8] Posteriormente, tras un reclamo, lograron recuperar 3 puntos,[9] perdiendo finalmente solo 4 puntos.

### Resultados
| Local \ Visitante | AUD | BAN | BOA | BOT | FLA | FLU | MAD | NOV | POR | RES | VAS | VRE |
| ----------------- | --- | --- | --- | --- | --- | --- | --- | --- | --- | --- | --- | --- |
| Audax Rio         | —   | —   | 2–0 | 2–2 | 1–2 | —   | —   | 0–0 | —   | —   | 0–1 | —   |
| Bangu             | 2–0 | —   | —   | —   | 0–6 | —   | 0–0 | —   | —   | 0–0 | —   | 1–1 |
| Boavista-RJ       | —   | 4–1 | —   | 1–1 | —   | 0–0 | 1–2 | —   | —   | —   | —   | 1–0 |
| Botafogo          | —   | 2–0 | —   | —   | 1–3 | —   | 4–2 | 2–0 | —   | 2–1 | —   | 5–0 |
| Flamengo          | —   | —   | 3–0 | —   | —   | 0–1 | —   | 5–0 | 2–1 | 2–2 | 2–1 | —   |
| Fluminense        | 1–0 | 0–1 | —   | 2–1 | —   | —   | —   | —   | 1–0 | —   | 2–0 | 3–0 |
| Madureira         | 1–3 | —   | —   | —   | 1–2 | 0–1 | —   | —   | —   | 1–0 | 1–3 | —   |
| Nova Iguaçu       | —   | 1–0 | 1–1 | —   | —   | 0–1 | 3–0 | —   | 1–0 | —   | —   | —   |
| Portuguesa-RJ     | 1–0 | 1–0 | 1–2 | 5–3 | —   | —   | 0–0 | —   | —   | —   | —   | 1–1 |
| Resende           | 0–1 | —   | 4–2 | —   | —   | 0–4 | —   | 1–0 | 1–1 | —   | —   | —   |
| Vasco da Gama     | —   | 2–0 | 1–1 | 0–1 | —   | —   | —   | 3–2 | 1–0 | 3–0 | —   | —   |
| Volta Redonda     | 4–0 | —   | —   | —   | 0–0 | —   | 0–1 | 2–3 | —   | 1–2 | 2–4 | —   |

| Bandera del estado de Río de Janeiro |

| Campeón Taça Guanabara |

| Fluminense 11.° título |

## Torneio Independência

### Tabla de posiciones
| Pos. | Equipo        | Pts. | PJ | G | E | P | GF | GC | Dif. | Clasificación                                                                |
| ---- | ------------- | ---- | -- | - | - | - | -- | -- | ---- | ---------------------------------------------------------------------------- |
| 1    | Nova Iguaçu   | 14   | 7  | 4 | 2 | 1 | 9  | 4  | +5   | Campeón del Torneio Independência y clasificado a la Copa de Brasil 2023.    |
| 2    | Resende       | 11   | 7  | 3 | 2 | 2 | 8  | 6  | +2   | Subcampeón del Torneio Independência y clasificado a la Copa de Brasil 2023. |
| 3    | Madureira     | 11   | 7  | 3 | 2 | 2 | 5  | 7  | −2   |                                                                              |
| 4    | Boavista-RJ   | 10   | 7  | 3 | 1 | 3 | 11 | 11 | 0    |                                                                              |
| 5    | Audax Rio     | 10   | 7  | 3 | 1 | 3 | 6  | 8  | −2   |                                                                              |
| 6    | Portuguesa-RJ | 9    | 7  | 2 | 3 | 2 | 5  | 5  | 0    |                                                                              |
| 7    | Bangu         | 6    | 7  | 1 | 3 | 3 | 4  | 7  | −3   |                                                                              |
| 8    | Volta Redonda | 5    | 7  | 1 | 2 | 4 | 9  | 9  | 0    |                                                                              |

 Fuente: Globo Esporte

### Resultados
| Local \ Visitante | AUD | BAN | BOA | MAD | NOV | POR | RES | VRE |
| ----------------- | --- | --- | --- | --- | --- | --- | --- | --- |
| Audax Rio         | —   | —   | 2–0 | —   | 0–0 | —   | —   | —   |
| Bangu             | 2–0 | —   | —   | 0–0 | —   | —   | 0–0 | 1–1 |
| Boavista-RJ       | —   | 4–1 | —   | 1–2 | —   | —   | —   | 1–0 |
| Madureira         | 1–3 | —   | —   | —   | —   | —   | 1–0 | —   |
| Nova Iguaçu       | —   | 1–0 | 1–1 | 3–0 | —   | 1–0 | —   | —   |
| Portuguesa-RJ     | 1–0 | 1–0 | 1–2 | 0–0 | —   | —   | —   | 1–1 |
| Resende           | 0–1 | —   | 4–2 | —   | 1–0 | 1–1 | —   | —   |
| Volta Redonda     | 4–0 | —   | —   | 0–1 | 2–3 | —   | 1–2 | —   |

| Bandera del estado de Río de Janeiro |

| Campeón Torneio Independência |

| Nova Iguaçu 1.° título |

## Taça Rio

### Semifinales
| 19 de marzo, 15:30 (UTC-3) | Audax Rio         | 1:2 (1:2) | Nova Iguaçu           | Jair Toscano, Angra dos Reis                                  |                                                               |
|                            | Anderson Lessa 5' | Reporte   | Samuel Granada 2' 37' | Asistencia: 104 espectadores Árbitro(s): Thiago Ramos Marques | Asistencia: 104 espectadores Árbitro(s): Thiago Ramos Marques |

| 23 de marzo, 15:30 (UTC-3) | Nova Iguaçu              | 2:1 (1:1) | Audax Rio | Laranjão, Nova Iguaçu                                                   |                                                                         |
|                            | Yan 36' · João Pedro 87' | Reporte   | Fidel 28' | Asistencia: 685 espectadores Árbitro(s): Mauricio Machado Coelho Junior | Asistencia: 685 espectadores Árbitro(s): Mauricio Machado Coelho Junior |

| 20 de marzo, 15:30 (UTC-3) | Resende                | 1:0 (0:0) | Portuguesa-RJ | Trabalhador, Resende                                      |                                                           |
|                            | Douglas Teixeira 90+2' | Reporte   |               | Asistencia: 302 espectadores Árbitro(s): João Ênio Sobral | Asistencia: 302 espectadores Árbitro(s): João Ênio Sobral |

| 24 de marzo, 20:00 (UTC-3) | Portuguesa-RJ                          | 2:2 (0:1) | Resende                                     | Luso-Brasileiro, Río de Janeiro                                    |                                                                    |
|                            | Júnior Pirambu 53' · Leandro Amaro 86' | Reporte   | Raphael Macena 18' · Emanuel Biancucchi 82' | Asistencia: 1 944 espectadores Árbitro(s): Diego da Silva Lourenço | Asistencia: 1 944 espectadores Árbitro(s): Diego da Silva Lourenço |

### Final
| 27 de marzo, 15:00 (UTC-3) | Resende           | 1:1 (1:0) | Nova Iguaçu        | Trabalhador, Resende                                                 |                                                                      |
|                            | Raphael Macena 5' | Reporte   | Samuel Granada 55' | Asistencia: 982 espectadores Árbitro(s): Yuri Elino Ferreira da Cruz | Asistencia: 982 espectadores Árbitro(s): Yuri Elino Ferreira da Cruz |

| 30 de marzo, 15:00 (UTC-3) | Nova Iguaçu                                          | 0:0 (2:4 p.)               | Resende                                 | Laranjão, Nova Iguaçu                                       |                                                             |
|                            |                                                      | Reporte                    |                                         | Asistencia: 990 espectadores Árbitro(s): Alex Gomes Stefano | Asistencia: 990 espectadores Árbitro(s): Alex Gomes Stefano |
|                            |                                                      | Tiros desde el punto penal |                                         |                                                             |                                                             |
|                            | Samuel Granada · Luã Lúcio · André Santos · Vandinho |                            | Paulo Victor · Brendon · Medina · Ingro |                                                             |                                                             |

| Bandera del estado de Río de Janeiro |

| Campeón Taça Rio |

| Resende 1.° título |

## Fase final

### Semifinales
| 16 de marzo, 20:00 (UTC-3) | Vasco da Gama | 0:1 (0:1) | Flamengo                   | Maracanã, Río de Janeiro                                                     |                                                                              |
|                            |               | Reporte   | Gabriel Barbosa 41' (pen.) | Asistencia: 37 867 espectadores Árbitro(s): Felipe da Silva Gonçalves Paludo | Asistencia: 37 867 espectadores Árbitro(s): Felipe da Silva Gonçalves Paludo |

| 20 de marzo, 16:00 (UTC-3) | Flamengo         | 1:0 (0:0) | Vasco da Gama | Maracanã, Río de Janeiro                                         |                                                                  |
|                            | Willian Arão 54' | Reporte   |               | Asistencia: 58 478 espectadores Árbitro(s): Rafael Martins de Sá | Asistencia: 58 478 espectadores Árbitro(s): Rafael Martins de Sá |

| 21 de marzo, 20:00 (UTC-3) | Botafogo | 0:1 (0:0) | Fluminense     | Nilton Santos, Río de Janeiro                                     |                                                                   |
|                            |          | Reporte   | Jhon Arias 82' | Asistencia: 8 422 espectadores Árbitro(s): Grazianni Maciel Rocha | Asistencia: 8 422 espectadores Árbitro(s): Grazianni Maciel Rocha |

| 27 de marzo, 16:00 (UTC-3)                                                                                                   | Fluminense        | 1:2 (0:1) | Botafogo           | Maracanã, Río de Janeiro                                                         |                                                                                  |
| | Germán Cano 90+7' | Reporte   | Erison 45+3' 90+1' | Asistencia: 28 538 espectadores Árbitro(s): Paulo Renato Moreira da Silva Coelho | Asistencia: 28 538 espectadores Árbitro(s): Paulo Renato Moreira da Silva Coelho |
| Al igualar 2:2 en el global, Fluminense pasa de ronda tras haber logrado un mayor puntaje que Botafogo en la Taça Guanabara. |                   |           |                    |                                                                                  |                                                                                  |

### Final
| 30 de marzo, 21:40 (UTC-3) | Flamengo | 0:2 (0:0) | Fluminense          | Maracanã, Río de Janeiro                                                   |                                                                            |
|                            |          | Reporte   | Germán Cano 83' 85' | Asistencia: 52 821 espectadores Árbitro(s): Wagner do Nascimento Magalhães | Asistencia: 52 821 espectadores Árbitro(s): Wagner do Nascimento Magalhães |

| 2 de abril, 18:00 (UTC-3) | Fluminense      | 1:1 (1:1) | Flamengo            | Maracanã, Río de Janeiro                                          |                                                                   |
|                           | Germán Cano 43' | Reporte   | Gabriel Barbosa 28' | Asistencia: 69 760 espectadores Árbitro(s): Bruno Arleu de Araújo | Asistencia: 69 760 espectadores Árbitro(s): Bruno Arleu de Araújo |

| Campeón                              |
| Bandera del estado de Río de Janeiro |
| ------------------------------------ |
| Fluminense 32.° título               |

## Clasificación general
| Pos. | Equipos       | PJ | PG | PE | PP | GF | GC | Dif. | Pts. | Nota                                                                         |
| ---- | ------------- | -- | -- | -- | -- | -- | -- | ---- | ---- | ---------------------------------------------------------------------------- |
| 1.   | Fluminense    | 15 | 11 | 2  | 2  | 21 | 5  | +16  | 35   | Campeón y clasificado a la Copa de Brasil 2023.                              |
| 2.   | Flamengo      | 15 | 10 | 3  | 2  | 30 | 11 | +19  | 33   | Subcampeón y clasificado a la Copa de Brasil 2023.                           |
| 3.   | Botafogo      | 13 | 7  | 2  | 4  | 26 | 18 | +8   | 23   | Clasificados a la Copa de Brasil 2023.                                       |
| 4.   | Vasco da Gama | 13 | 7  | 1  | 5  | 19 | 13 | +6   | 22   | Clasificados a la Copa de Brasil 2023.                                       |
| 5.   | Resende       | 15 | 4  | 6  | 5  | 15 | 20 | −5   | 18   | Ganador de la Taça Rio, clasificado a la Copa de Brasil 2023 y Serie D 2023. |
| 6.   | Nova Iguaçu   | 15 | 6  | 4  | 5  | 16 | 18 | −2   | 22   | Clasificado a la Copa de Brasil 2023 y Serie D 2023.                         |
| 7.   | Portuguesa-RJ | 13 | 3  | 4  | 6  | 13 | 15 | −2   | 13   | Clasificado a la Serie D 2023.                                               |
| 8.   | Audax Rio     | 13 | 3  | 2  | 8  | 11 | 18 | −7   | 11   |                                                                              |
| 9.   | Madureira     | 11 | 3  | 2  | 6  | 9  | 17 | −8   | 11   |                                                                              |
| 10.  | Boavista-RJ   | 11 | 3  | 4  | 4  | 13 | 16 | −3   | 9    |                                                                              |
| 11.  | Bangu         | 11 | 2  | 3  | 6  | 5  | 17 | −12  | 9    |                                                                              |
| 12.  | Volta Redonda | 11 | 1  | 3  | 7  | 11 | 21 | −10  | 6    | Descendido a la Serie A2 2022 y clasificado a la Copa de Brasil 2023.        |

## Goleadores
| Jugador                | Club          | Goles |
| ---------------------- | ------------- | ----- |
| Gabriel Barbosa        | Flamengo      | 9     |
| Erison                 | Botafogo      | 8     |
| Germán Cano            | Fluminense    | 7     |
| Samuel Granada         | Nova Iguaçu   | 6     |
| Nenê                   | Vasco da Gama | 5     |
| Raniel                 | Vasco da Gama | 5     |
| Matheus Nascimento     | Botafogo      | 5     |
| Giorgian de Arrascaeta | Flamengo      | 5     |
| Pedrinho               | Volta Redonda | 4     |
| Jhon Arias             | Fluminense    | 4     |